# バンフィア
バンフィア (Banffia) は、カンブリア紀に生息していた、古虫動物の属。多くが澄江動物群として知られる古虫動物の中では珍しく、バージェス頁岩から知られる。全長最大10cmほど。